# Myrica faya
Myrica faya (лат.) — вечнозелёный кустарник или небольшое дерево, вид рода Восковница (Myrica) семейства Восковницевые (Myricaceae). Произрастает в Макаронезии (Азорские острова, Мадейра и Канарские острова), а также, возможно, на западном побережье Португалии.

## Описание
Myrica faya — вечнозелёный кустарник или небольшое дерево высотой 3-8 м, иногда достигает до 15 м. Листья обычно тёмно-зелёные, глянцевые, длиной 4-11 см и шириной 1-3 см, с цельным краем и тупо заострённой верхушкой. Легко растёт на любой почве. Растение субдвудомное, мужские и женские цветки, собранные в соцветия-серёжки, в основном образуются на отдельных растениях, но часто с несколькими присутствующими цветками противоположного пола. Мужские цветки имеют четыре тычинки и обычно производятся в пучках близко к кончикам ветки. Женские цветки, обычно встречающиеся в похожих группах, растут немного дальше от кончиков веток. Плод — съедобная костянка 5-6 мм, красновато-фиолетовая, созревающая от тёмно-фиолетовой до чёрной. Используется как вяжущее средство при катаре.

## Ареал и местообитание
На Азорских островах, Мадейре и Канарских островов вид встречается наиболее обильно на высоте 600—900 м над уровнем моря. Популяция в континентальной Португалии может быть местной или натурализованной после раннего импорта с Мадейры или Азорских островов. Инвазивный вид на Гавайях, где вытесняет местные деревья, такие как Metrosideros polymorpha, с сильным воздействием на азотный цикл.

## Галерея

V. treleasei
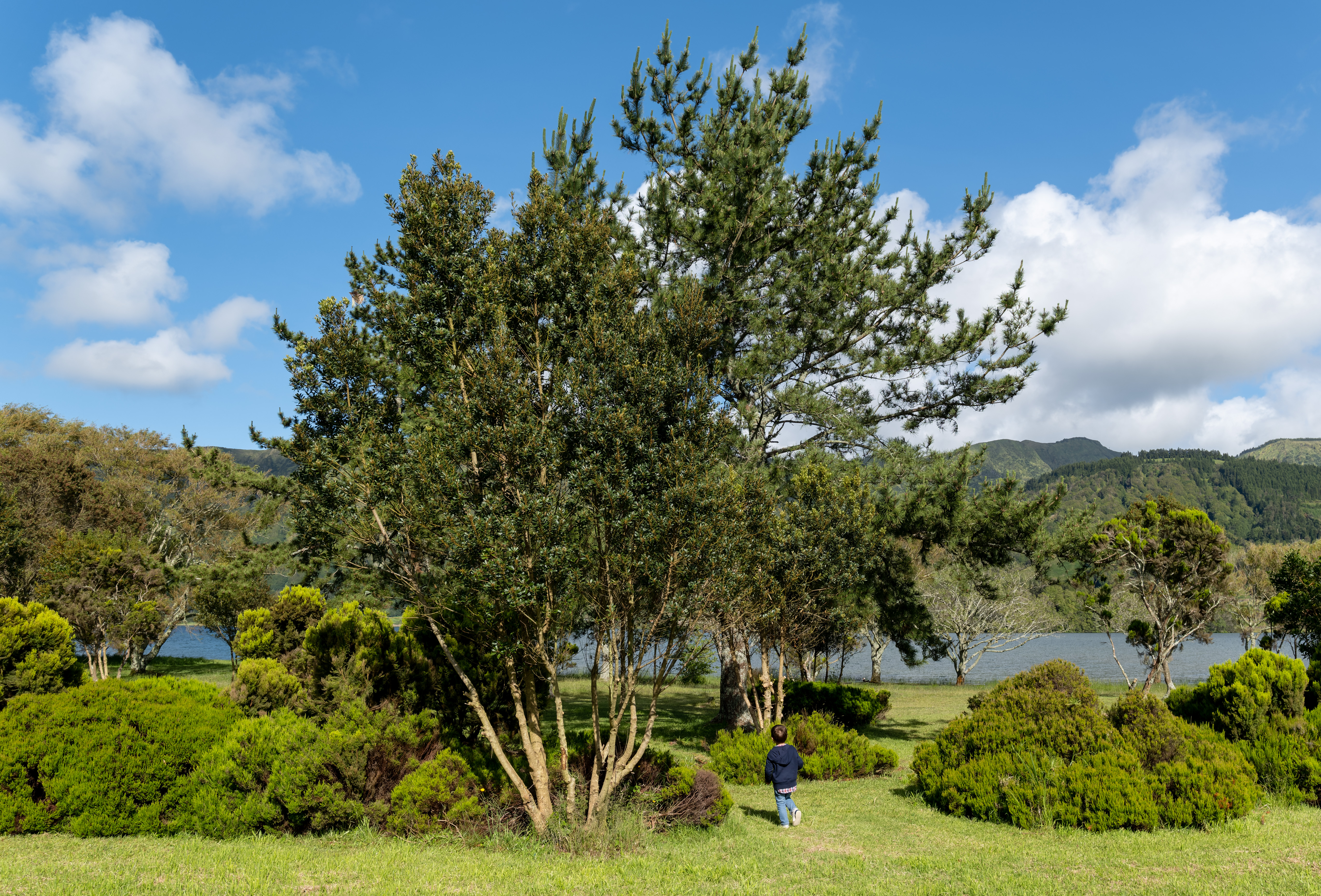
Общий вид
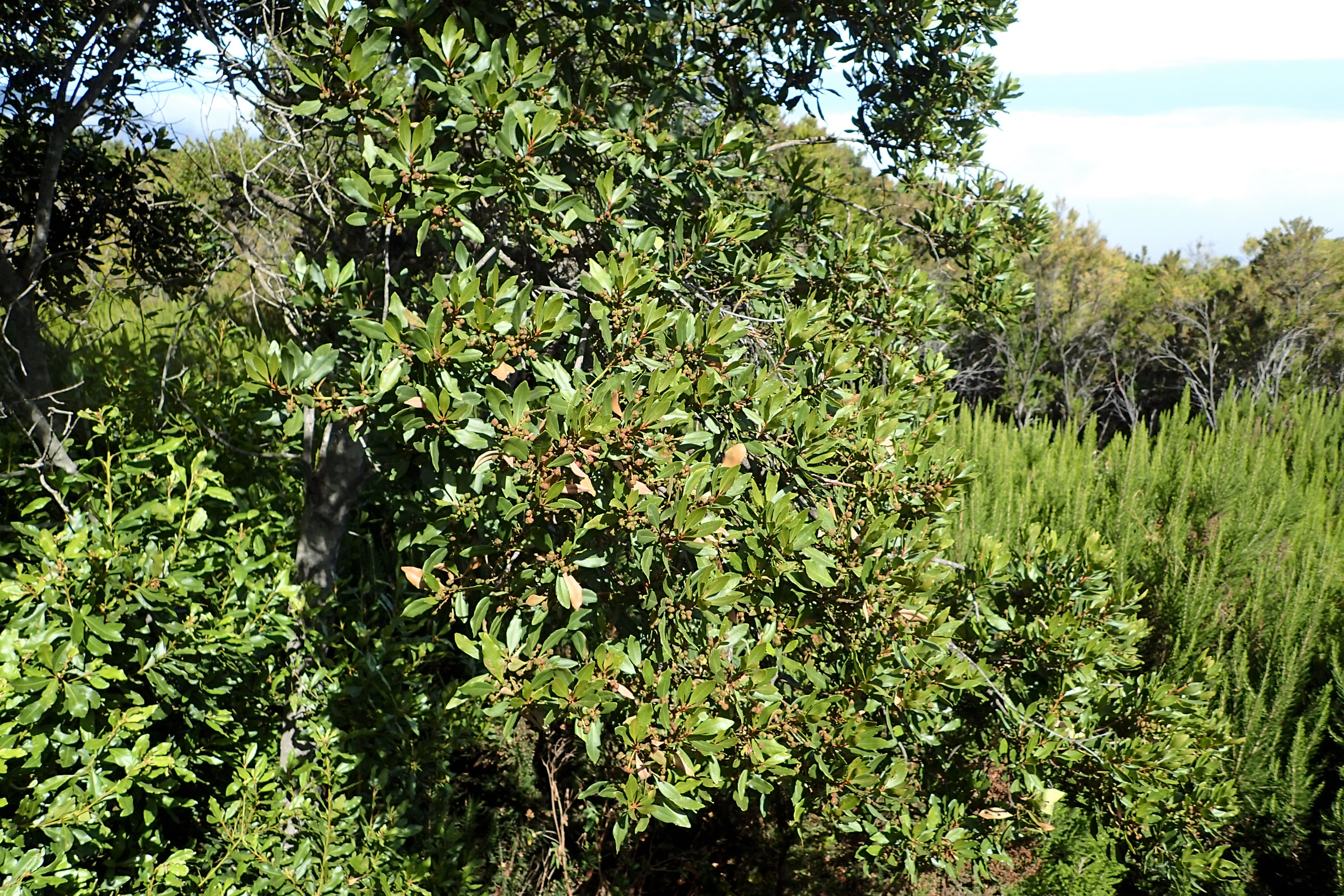
Листва
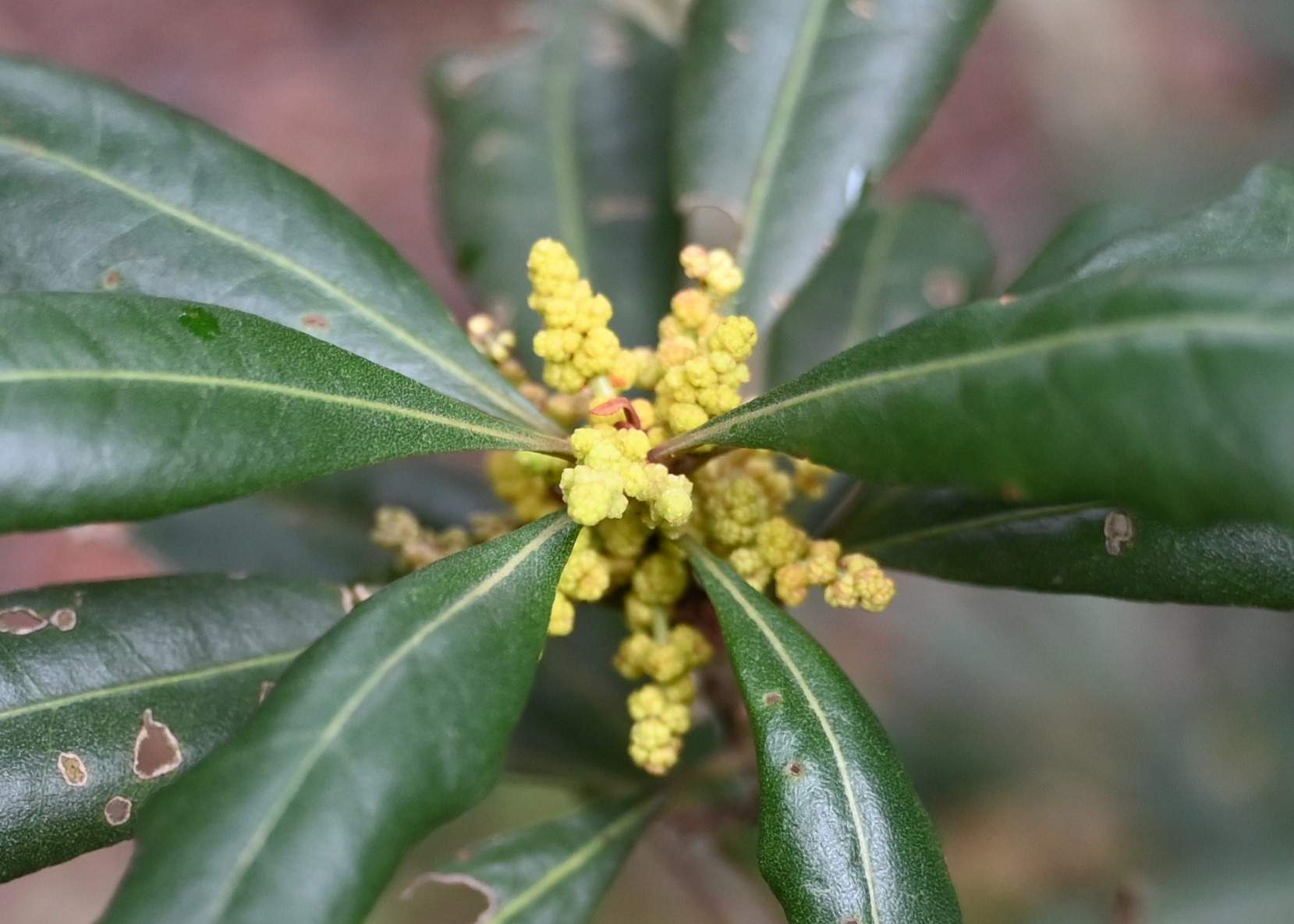
Соцветия
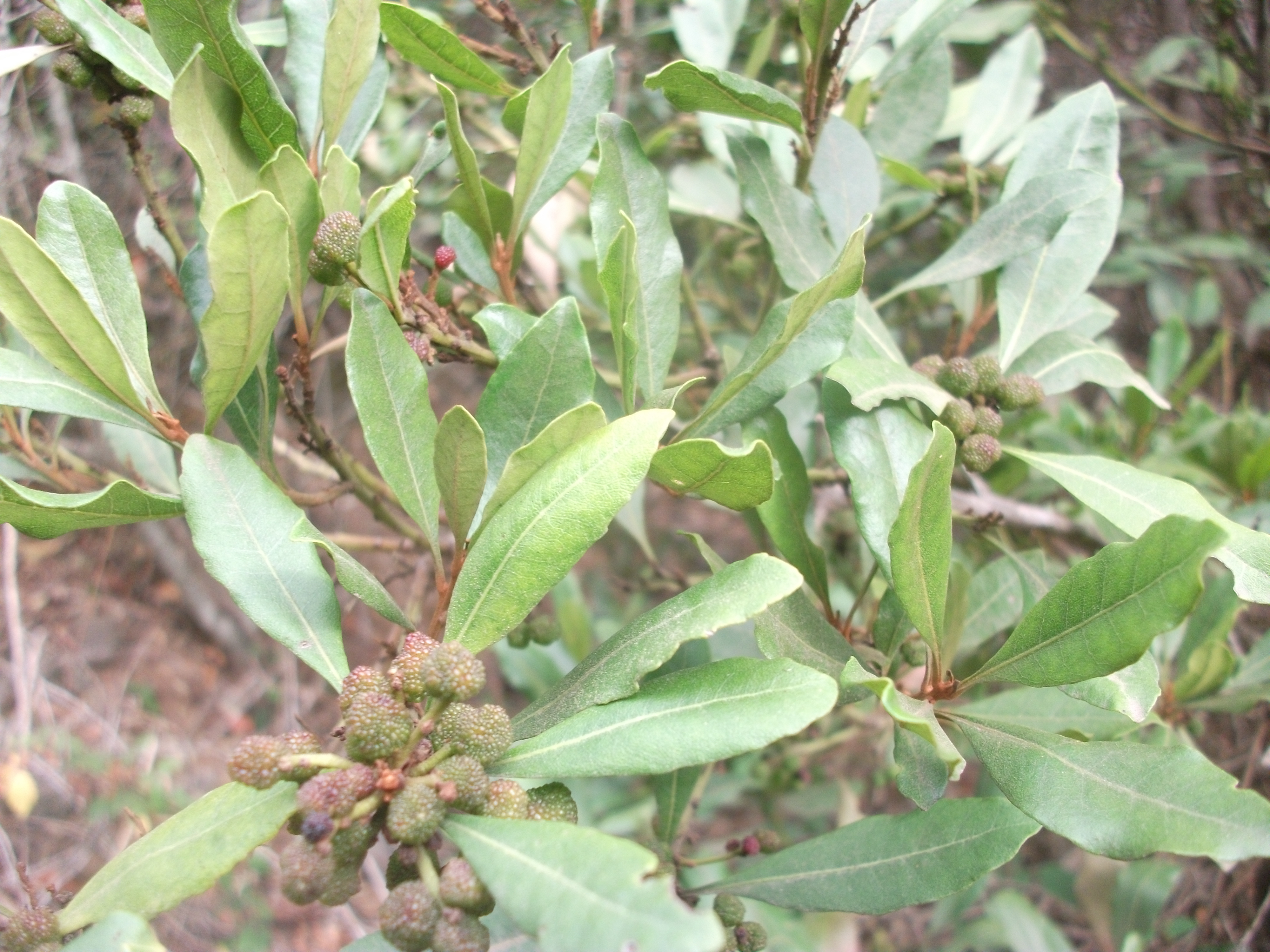
Листва и плоды
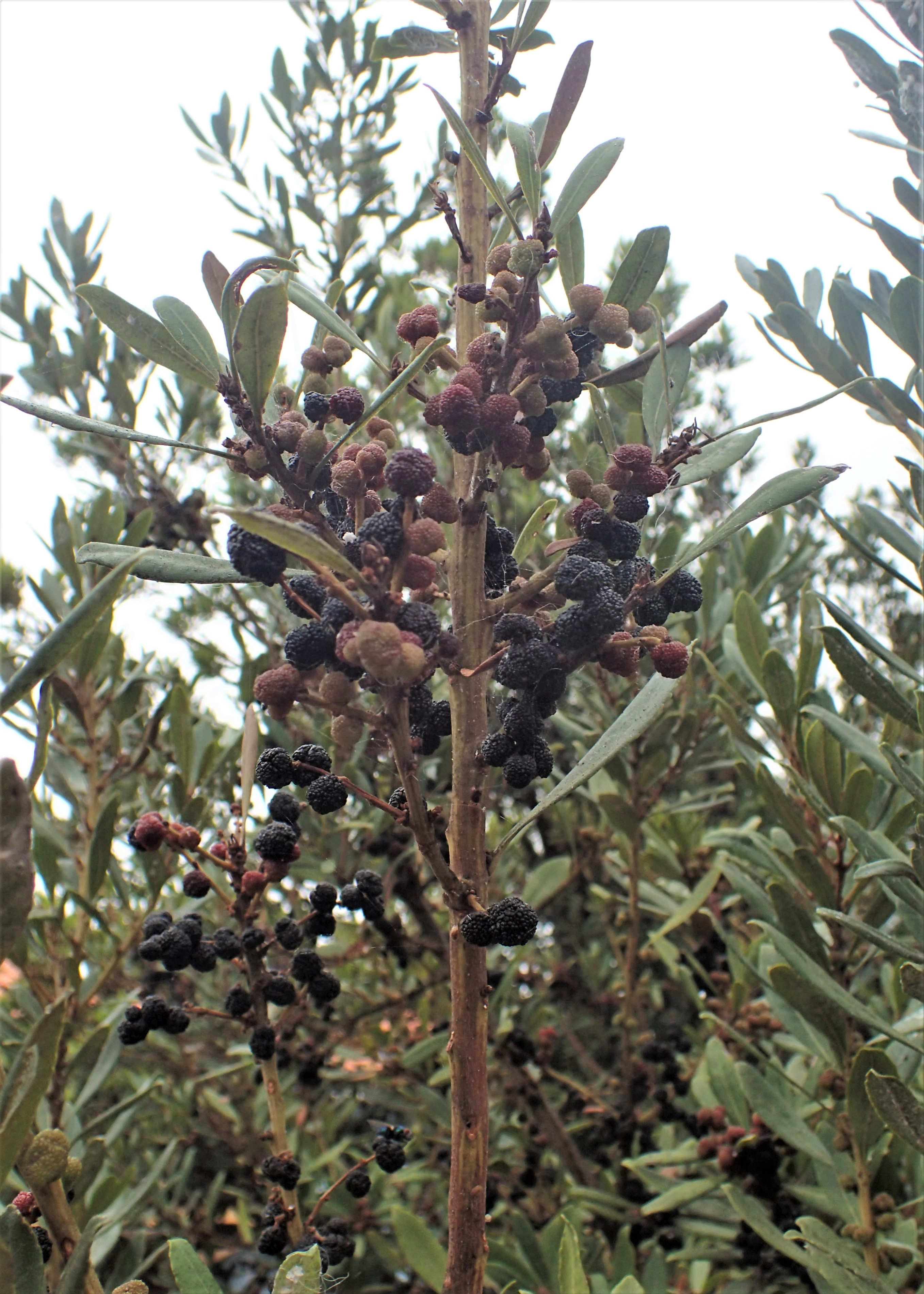
Плоды
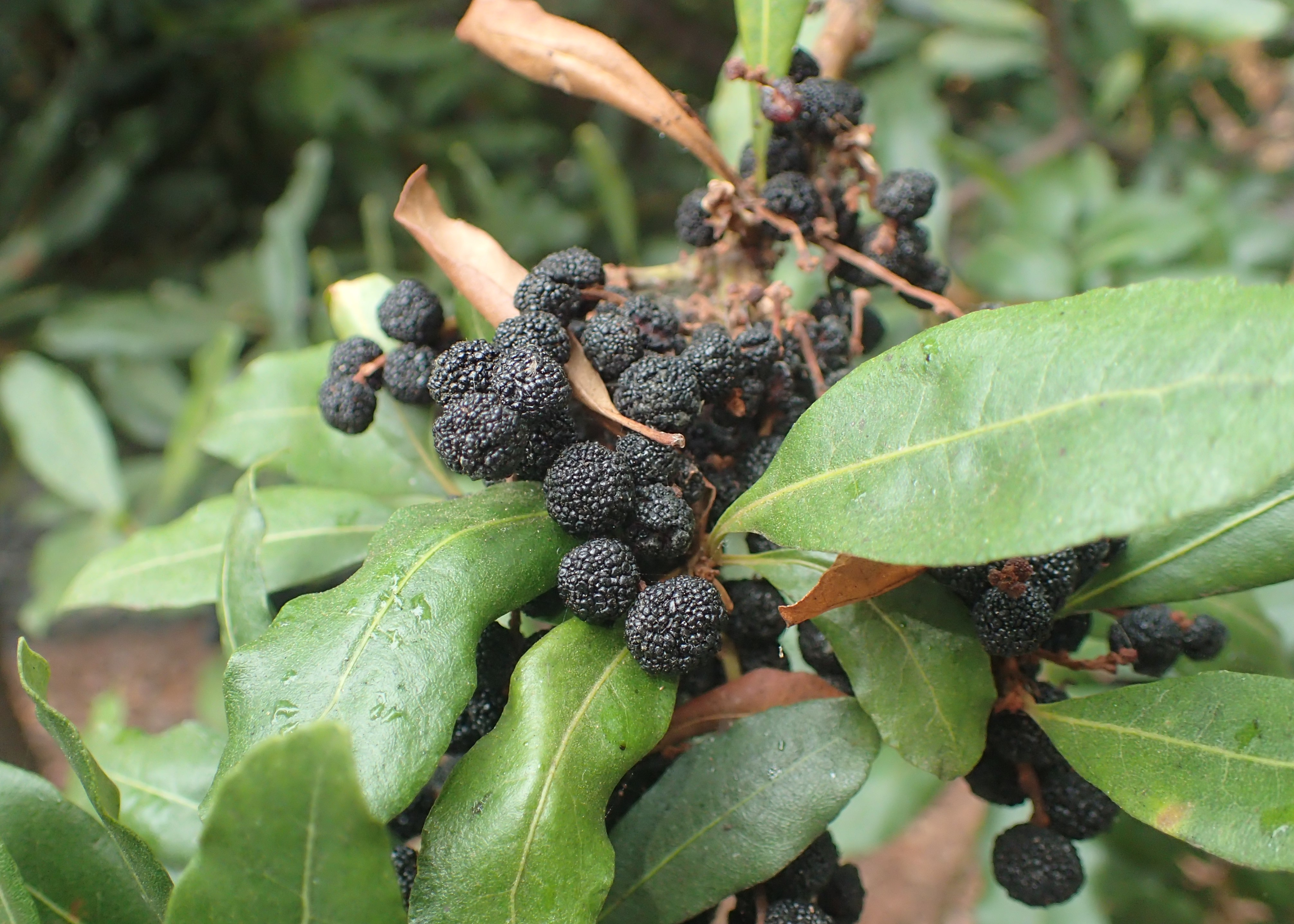
Зрелые плоды-костянки